# Megalastrum
Megalastrum es un género de helechos perteneciente a la familia  Dryopteridaceae. Contiene 78 especies descritas y de estas, solo 45 aceptadas. Se encuentra en los neotrópicos, África, Madagascar e Islas Mascareñas.

## Descripción
Tiene hábitos terrestres; con pecíolo escamoso, especialmente hacia la base; lámina 2-4-pinnada, catádroma por encima de las pinnas basales, el tejido laminar sin glándulas cilíndricas; pinnas basales alargadas basiscópicamente; raquis, costas, y cóstulas escamosos abaxialmente, pelosos adaxialmente pero carentes de tricomas tipo Ctenitis, los tricomas toscos, multicelulares, blanquecinos, antrorsamente estrigosos, con un ápice agudo; nérvulo basal basiscópico de las pínnulas distales surgiendo de la costa, no de la cóstula; nervaduras terminando en un ápice claviforme detrás de los márgenes; indusio ausente o (en M. acrosorum ) presente; esporas equinadas o con alas bajas, semiparalelas; tiene un número de cromosomas de x=41. 

## Taxonomía
El género fue descrito por Richard Eric Holttum  y publicado en Gardens' Bulletin 39(2): 161. 1986.  La especie tipo es: Megalastrum villosum (L.) Holttum.  

## Algunas especies
- Megalastrum abundans (Rosenst.) A.R. Sm. & R.C. Moran
- Megalastrum acrosorum (Hieron.) A.R. Sm. & R.C. Moran
- Megalastrum adenopteris (C. Chr.) A.R. Sm. & R.C. Moran
- Megalastrum andicola (C. Chr.) A.R. Sm. & R.C. Moran
- Megalastrum aripense (C. Chr. & Maxon) A.R. Sm. & R.C. Moran
- Megalastrum atrogriseum (C. Chr.) A.R. Sm. & R.C. Moran
- Megalastrum bidecoratum (Lellinger) A.R. Sm. & R.C. Moran
- Megalastrum biseriale (Baker) A.R. Sm. & R.C. Moran